# Мартін Крамарич
Мартін Крамарич (словен. Martin Kramarič, нар. 14 листопада 1997, Ново Место, Словенія) — словенський футболіст, атакувальний півзахисник російського клубу «Сочі».

## Ігрова кар'єра

### Клубна
Мартін Крамарич є вихованцем футбольної школи клубу «Крка». У березні 2014 року він дебютував у першій команді у матчах чемпіонату Словенії. Влітку того ж року Крамарич перейшов до складу «Марибора». І в травні 2015 року півзахисник зіграв першу гру у складі нової команди. У першому ж сезоні у «Мариборі» Крамарич виграв титул чемпіона країни.
Але стати повноцінним гравцем основи Крамарич так і не зміг і для набору ігрової практики був відправлений в оренду. На початку 2016 року до кінця сезону футболіст перейшов до клубу «Кршко». Влітку термін оренди було продовжено ще на один сезон. В 2017 році Крамарич повернувся до «Марибора» і відмітився своєю грою у матчах Ліги чемпіонів.
На початку 2020 року Крамарич знову був відправлений воренду - у клуб «Браво». Влітку того року, по завершенню оренди, футболіст приєднався до клубу на правах вільного агента. Влітку 2023 року Крамарич перейшов до російського клубу «Сочі». 23 липня він дебютував у російській Прем'єр-лізі у матчі проти калінінградської «Балтики» і в першому ж матчі відзначився забитим голом.

### Збірна
У січні 2017 року у товариському матчі проти команди Фінляндії Мартін Крамарич дебютував у національній збірній Словенії.

## Титули
Марибор
 Чемпіон Словенії: 2014/15